# コロンビア郡 (ワシントン州)
コロンビア郡（Columbia County）は、アメリカ合衆国ワシントン州に位置する郡である。人口は4,107人（2025年推計）。名称はコロンビア川に由来する。郡庁所在地は郡内最大都市のデイトンである。

## 地理
アメリカ合衆国統計局によると、この郡は総面積2,262 km2 (874 mi2) である。このうち2,250 km2 (869 mi2) が陸地で12 km2 (5 mi2) が水地域である。総面積の0.54%が水地域となっている。

### 地理的特徴
- スネーク川

### 主要高速道路
- 国道12号線

### 隣接する郡
- ウィットマン郡 - 北
- ガーフィールド郡 - 東
- ワローワ郡 (オレゴン州) - 南東
- ユマティラ郡 (オレゴン州) - 南西
- ワラワラ郡 - 西
- フランクリン郡 - 北西

## 人口動勢
2000年国勢調査で、この郡は人口4,064人、1,687世帯、及び1,138家族が暮らしている。人口密度は2/km2 (5/mi2) である。1/km2 (2/mi2) の平均的な密度に2,018軒の住居が建っている。この郡の人種的構成は白人93.73%、アフリカン・アメリカン0.22%、先住民0.96%、アジア0.42%、太平洋諸島系0.05%、その他の人種2.73%、及び混血1.89%である。人口の6.35%がヒスパニックまたはラテン系である。
この郡内の住民は23.90%が18歳未満の未成年、18歳以上24歳以下が7.00%、25歳以上44歳以下が22.80%、45歳以上64歳以下が27.70%、及び65歳以上が18.50%にわたっている。中央値年齢は42歳である。女性100人ごとに対して男性は95.20人である。18歳以上の女性100人ごとに対して男性は94.80人である。
この郡内の世帯ごとの平均的な収入は33,500米ドルであり、家族ごとの平均的な収入は44,038米ドルである。男性は33,690米ドルに対して女性は21,367米ドルの平均的な収入がある。この郡の一人当たりの収入 (per capita income) は17,374米ドルである。人口の12.60%及び家族の8.60%は貧困線以下である。全人口のうち18歳未満の15.90%及び65歳以上の11.10%は貧困線以下の生活を送っている。

## 都市及び町
- デイトン（郡庁所在地）
- Starbuck